# Бочек, Богумил
Богуми́л Бо́чек (чеш. Bohumil Boček; 4 ноября 1894 — 16 октября 1952) — чехословацкий военачальник, генерал армии (1946).

## Биография
Родился в деревне Сивице в Австро-Венгрии (ныне в районе Брно-пригород Южноморавского края Чешской Республики)

### Первая мировая война и Гражданская война в России
В 1914 году начал первую мировую войну солдатом австро-венгерской армии и был отправлен на Восточный фронт. В 1915 году попал в русский плен.
В 1916 году вступил в чехословацкий легион, сформированный российскими властями. Участвовал на стороне российской армии в Зборовском (1917) и в Бахмачском сражениях (1918). В годы гражданской войны получил офицерский чин и участвовал в восстании Чехословацкого корпуса и в боях против Красной армии в районе Челябинска и Екатеринбурга. Командовал взводом, ротой и батальоном легионеров. В ходе боевых действий два раза был ранен. За этот период был удостоен Военного креста Первой мировой войны, ордена Сокола, медали Победителя (Антанта), Чехословацкой революционной медали с планками «Зборов» и «Сибирь», Георгиевского креста IV степени. В январе 1920 года после сибирского похода капитан Бочек вернулся в Чехословакию.

### Межвоенный период
С марта 1920 года майор Бочек служил в 3-м пехотном полку в армии Чехословацкой Республики, затем адъютантом командующего 21-й пехотной бригады в Кошице. В ноябре 1923 года поступил учиться в военное училище в Праге, после окончания которого назначен командиром батальона 4-го пехотного полка в Градец-Кралове.
В сентябре 1929 года в чине подполковника назначен командиром пехотного полка. С июня 1930 года служил в Министерстве национальной обороны, вначале сотрудником по подготовке кадров Первого Департамента, а с 1932 года — начальником учебной группы.
В октябре 1935 года назначен командиром 6-го пограничного батальона в Домажлице. В январе 1936 года, после трёхмесячного обучения во Франции, произведён в полковники, в августе 1938 года серьёзно пострадал в автомобильной аварии.

### Вторая мировая война
В апреле 1939 года после оккупации Германией Чехословакии присоединился к Движению Сопротивления. В феврале 1940 года нелегально покинул Чехословакию и прибыл во Францию. В марте 1940 года вступил в чехословацкую военную администрацию в Париже и принял участие в борьбе против Германии, а после поражения Франции отплыл в Великобританию.
С июля 1940 года был первым руководителем департамента Министерства национальной обороны правительства в изгнании в Лондоне. В марте 1944 года назначен заместителем командира чехословацкой бронетанковой бригады в Великобритании. В августе 1944 года бригадный генерал Бочек был направлен в распоряжение командования 1-го Чехословацкого армейского корпуса, сформированного и сражавшегося на территории СССР, где был назначен заместителем командира, а в октябре 1944 года — командиром 1-й чехословацкой пехотной бригады.
С 28 декабря 1944 года — первый заместитель командира 1-го Чехословацкого армейского корпуса, с 8 марта по 6 апреля 1945 года исполнял обязанности командира во время нахождения Людвика Свободы в Моравии. В составе корпуса участвовал в освобождении западных районов Украины, в том числе в Восточно-Карпатской операции и штурме Дукельского перевала, а также в зимне-весенних операциях 1945 года по освобождению Чехословакии от немецко-фашистских войск.
15 апреля 1945 года назначен начальником Главного штаба Вооружённых сил Чехословакии.

### После войны
1 июня 1945 года ему было присвоено воинское звание дивизионный генерал, а 24 мая 1946 года — генерал армии.
31 июля 1948 года был отстранён от должности начальника Главного штаба. С 1 октября 1948 года по 1 марта 1949 года занимал пост начальника военных вузов. С апреля 1949 года находился на лечении, а 1 января 1950 года уволен в отставку.
28 февраля 1951 года был арестован и обвинён в государственной измене, обвинения в свой адрес признал. В декабре 1951 года был лишён воинского звания генерал армии и в июле 1952 года приговорён к пожизненному заключению с конфискацией имущества.
16 октября 1952 года умер в тюрьме. Полностью реабилитирован в апреле 1991 года.

## Награды

### Чехословакия (1920—1939)
- Орден Сокола с мечами,
- Чехословацкий военный крест 1918 года,
- Медали Чехословакии.

### ЧССР
- Чехословацкий военный крест 1939 года — четырежды
- Чехословацкая медаль «За храбрость перед врагом» (1945)
- Чехословацкая медаль «За заслуги» 1 степени
- Чехословацкая военная памятная медаль с планкой «SSSR» (1945)
- Чехословацкая революционная медаль с планкой «Zborov»
- Медаль Победы
- Зборовская памятная медаль
- Бахмачская памятная медаль
- Памятная медаль второго национального сопротивления

### Россия
- Георгиевский крест 4-й степени

### СССР
- Орден Кутузова 1-й степени[1] (10.08.1945)
- Медаль «За победу над Германией в Великой Отечественной войне 1941—1945 гг.»
- Медаль «За освобождение Праги»

### Благодарности Верховного Главнокомандующего СССР
- За овладение на территории Польши городом Новы-Сонч и на территории Чехословакии городами Прешов, Кошице и Бардеёв — важными узлами коммуникаций и опорными пунктами обороны немцев. 20 января 1945 года. № 234.
- За овладение городами Вадовице, Спишска-Нова-Вес, Спишска-Стара-Вес и Левоча — важными узлами коммуникаций и опорными пунктами обороны немцев. 27 января 1945 года. № 260.
- За овладение крупным административным центром Чехословакии городом Попрад — важным узлом коммуникаций и опорным пунктом обороны противника. 28 января 1945 года. № 263.
- За овладение городом Ружомберок — важным узлом дорог и опорным пунктом обороны немцев на реке Ваг в Чехословакии. 5 апреля 1945 года. № 332[2].

### Югославия
- Орден Братства и единства 1-й степени
- два Ордена Партизанской Звезды 1-й степени

### Великобритания
- Рыцарь Командор ордена Бани
- Рыцарь-Командор ордена Британской Империи

### Румыния
- Орден Короны Румынии